# Aloysius Fondong Abangalo
Aloysius Fondong Abangalo (* 5. Juni 1973 in Limbe) ist ein kamerunischer Geistlicher und römisch-katholischer Bischof von Mamfe.

## Leben
Aloysius Fondong Abangalo studierte Philosophie und Theologie am interdiözesanen Priesterseminar in Bamenda und empfing am 20. April 2006 das Sakrament der Priesterweihe für das Bistum Buéa.
Nach Aufgaben in der Pfarrseelsorge in seiner Heimatstadt war er von 2007 bis 2009 Schulleiter am Kolleg Our Lady of Grace in Muyuka. Anschließend war er bis 2011 Diözesanökonom und Mitglied des Konsultorenkollegiums. Von 2011 bis 2014 studierte er an der Université Catholique d’Afrique Centrale  und erwarb das Lizenziat in Kanonischem Recht. Von 2014 bis 2019 war er Lehrer am interdiözesanen Priesterseminar in Bamenda und Ehebandverteidiger am überdiözesanen Kirchengericht in Bamenda. Ab 2019 absolvierte er in Rom an der Päpstlichen Universität Urbaniana ein Promotionsstudium in Kanonischem Recht.
Am 22. Februar 2022 ernannte ihn Papst Franziskus zum Bischof von Mamfe. Die Bischofsweihe empfing er am 5. Mai desselben Jahres in der Kathedrale von Mamfe.